# نادر (قرية)
نادر إحدى قرى مركز الشهداء التابع لمحافظة المنوفية في جمهورية مصر العربية، ويحدها قرى زاوية الناعورة وشبشير طملاي وجزيرة الحجر.

## التاريخ
قرية نادر من القرى القديمة، حيث وردت باسم «جزيرة نادر» في أعمال جزيرة بني نصر ضمن قرى الروك الصلاحي التي أحصاها ابن مماتي في كتاب قوانين الدواوين، كما وردت باسم «نادر» في أعمال جزيرة بني نصر ضمن قرى الروك الناصري التي أحصاها ابن الجيعان في كتاب «التحفة السنية بأسماء البلاد المصرية». وفي العصر العثماني وردت باسم «نادر» في التربيع العثماني الذي أجراه الوالي العثماني سليمان باشا الخادم في عصر السلطان العثماني سليمان القانوني ضمن قرى ولاية جزيرة بني نصر، وفي تاريخ 1228هـ/1813م الذي عدّ قرى مصر بعد المسح الذي قام به محمد علي باشا باسم «نادر» ضمن قرى مديرية المنوفية.

## السكان
بلغ عدد سكان نادر 8,710 نسمة، حسب الإحصاء الرسمي لعام 2006.